# Uda (Nara)
Uda (japanisch 宇陀市 Uda-shi) ist eine Stadt in der Präfektur Nara in Japan.

## Geographie
Uda liegt südöstlich von Nara.

## Geschichte
Uda wurde am 1. Januar 2006 gegründet.

## Sehenswürdigkeiten
- Murō-ji, alter Tempel des Shingon-Buddhismus
- Yatsufusa-Sugi, nationales Naturdenkmal

## Verkehr
- Straße
  - Nationalstraße 165, 166, 369, 370
- Zug
  - Kintetsu Ōsaka-Linie

## Weblinks

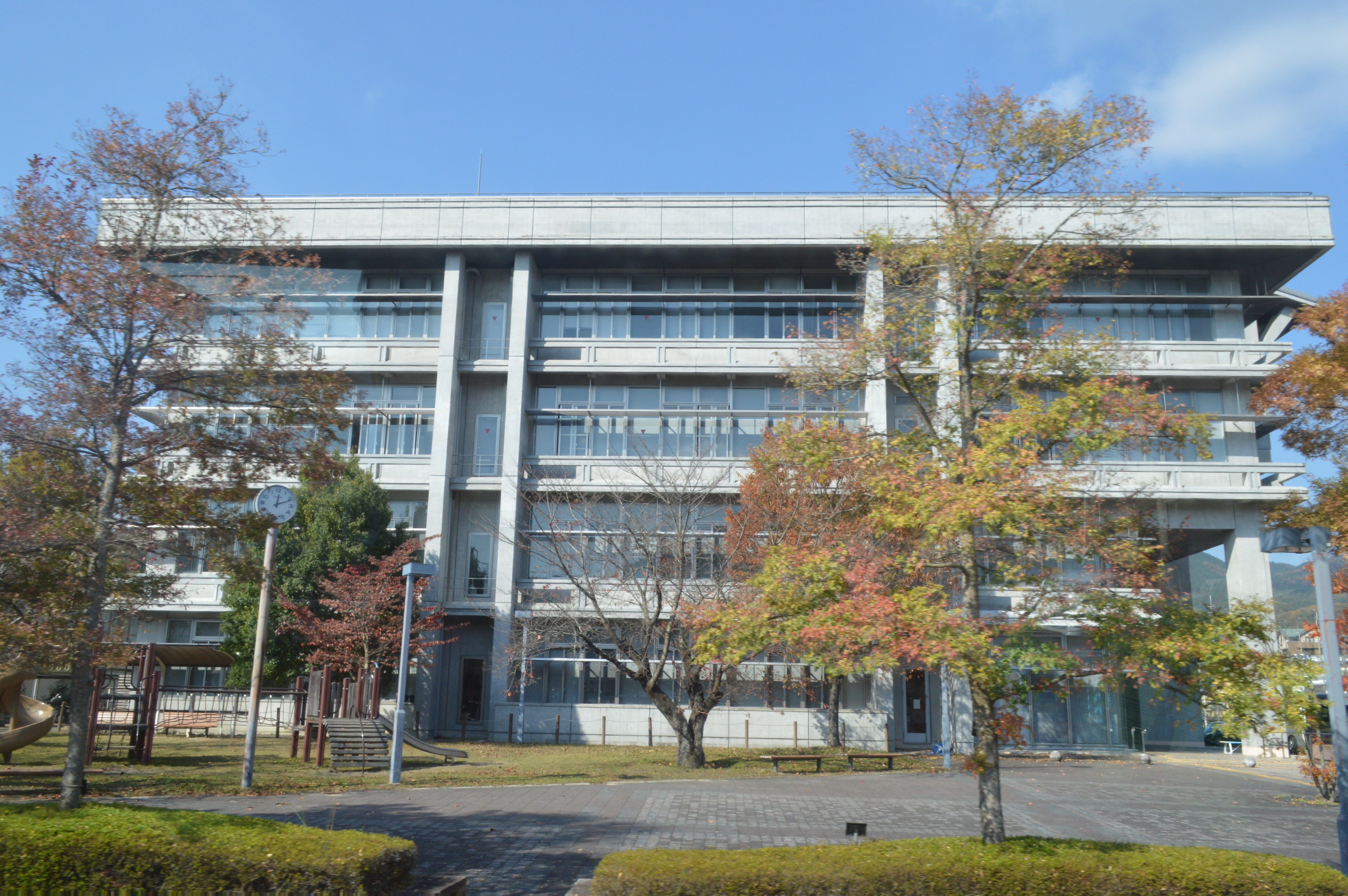
Rathaus von Uda

## Angrenzende Städte und Gemeinden
- Nara
- Sakurai (Nara)
- Nabari